# FK Vojvodina
FK Vojvodina (serb. ФК Војводина) – serbski klub piłkarski z siedzibą w Nowym Sadzie. Został założony w 1914 roku. Występuje w rozgrywkach Super liga Srbije.

## Nazwa
Nazwa klubu wywodzi się od serbskiej nazwy Wojwodiny, krainy na północy Serbii oraz od 1944 roku autonomicznego okręgu najpierw Jugosławii, a od 2003 roku Serbii. W latach 1946–1950 klub nosił nazwę Sloga Nowy Sad.

## Historia

### Początki
Vojvodina został założony 6 marca 1914. Pierwszy mecz piłkarski rozegrała w maju 1914 we wsi Kovilj przeciwko FK Šajkaš. Zakończył się on jej zwycięstwem 5:0. Drużyna wystąpiła w biało-niebieskich strojach uszytych przez matkę jednego z piłkarzy. Opisane spotkanie było jedynym meczem rozegranym przez Vojvodinę przed I wojną światową.
W 1919 roku powołano pierwszego prezesa – został nim dr Živko Bajazet, wieloletni prezes Srpskiej Privrednej Banki i członek praskiego Towarzystwa Sokół. Działalność klubu była finansowana przede wszystkim ze składek członkowskich oraz z wpłat darczyńców. Na początku lat 20. Vojvodina została oficjalnie zarejestrowana oraz została przeprowadzona fuzja z FK Omladinac. W 1922 roku zajęła trzecie miejsce w mistrzostwach Nowego Sadu, ustępując NAK Novi Sad, klubowi mniejszości węgierskiej, oraz żydowskiemu Jude Makabi. 23 lipca 1922 ustalono, że barwami klubu będą czerwień i biel. Ustanowiono także klubowy herb. 28 lipca 1922 pierwszy w historii piłkarz klubu zadebiutował w reprezentacji kraju. Został nim zawodnik narodowości węgierskiej Jeno Abraham. Zagrał w towarzyskim meczu z Czechosłowacją rozegranym w Zagrzebiu i zakończonym zwycięstwem gospodarzy 4:3. Do 1924 roku swe domowe mecze Vojvodina rozgrywała na stadionie lokalnego rywala – UTK. 28 czerwca 1924 do użytku oddano nowy stadion, który otrzymał imię na cześć Jerzego Czarnego (serb. Карађорђе). Również w 1924 roku Vojvodina zatrudniła pierwszego oficjalnego trenera – funkcję tę objął Kosta Hadži, doktor prawa i generalny sekretarz Fudbalskiego savezu Jugoslavije. W 1927 roku Hadži został prezesem klubu, a na stanowisku szkoleniowca zastąpił go Austriak Otto Necas.
W sezonie 1931/1932 Vojvodina, pomimo porażki w ćwierćfinale z SK Jugoslavija, zakwalifikowała się do zreformowanej najwyższej ligi rozgrywanej od sezonu 1932/1933 po raz pierwszy w systemie ligowym. W sezonie 1932/1933 zajęła ostatnie miejsce w tabeli i w konsekwencji z niej spadła. 15 grudnia 1937 powołany do życia został Klub kibiców i przyjaciół Vojvodiny (serb. Klub navijača i prijatelja Vojvodine). Po inwazji Niemiec na Jugosławię 6 kwietnia 1941 działalność Vojvodiny została zakazana, a jej majątek został skonfiskowany. Klubowe trofea zaginęły, a archiwum zostało zniszczone. Do końca 1944 roku klub praktycznie nie funkcjonował. Wielu piłkarzy Vojvodiny brało udział w walce z okupantem.

### Lata powojenne
W sezonie 1945/1946 Vojvodina okazała się gorsza od Metalaca Belgrad w kwalifikacjach do najwyższej ligi. 26 lutego 1946 pod naciskiem komunistycznych władz doszło do fuzji Vojvodiny, RFK Novi Sad i Radnički Nowy Sad pod szyldem Sloga Nowy Sad. Nie spotkało się to z aprobatą kibiców. W sezonie 1948/1949 Sloga po raz pierwszy występowała w I lidze. 23 listopada 1950 powrócono do nazwy Vojvodina.
W 1951 roku Vojvodina doszła do finału Pucharu Jugosławii, w którym zmierzyła się z Dinamem Zagrzeb. Oba mecze przegrała 0:2. W sezonie 1954/1955 pokonała włoską AS Roma w 1/8 finału Pucharu Mitropa. W ćwierćfinale tego turnieju okazała się gorsza od czechosłowackiego Slovana Bratysława. W sezonie 1956/1957 Vojvodina dotarła do finału tego pucharu, gdzie w dwumeczu uległa węgierskiemu Vasasowi FC. W sezonie 1956/1957 została wicemistrzem kraju. W latach 1956–1958 oraz w 1961 roku królem strzelców ligi jugosłowiańskiej był piłkarz Vojvodiny Todor Veselinović. W sezonie 1961/1962 po raz drugi w historii klub zajął drugie miejsce w lidze. W 1966 roku Vojvodina została mistrzem Jugosławii, dzięki czemu w sezonie 1966/1967 rywalizowała w Pucharze Europy. W I rundzie tych rozgrywek wyeliminowała austriacką Admirę Wiedeń, w II rundzie po dogrywce w tzw. dodatkowym meczu okazała się lepsza od hiszpańskiego Atlético Madryt, a w ćwierćfinale odpadła po dwumeczu ze szkockim Celtikiem F.C. W 1967 roku doszło do sprzedaży Silvestra Takača, czołowego piłkarza Vojvodiny, do francuskiego Stade Rennais. Środki uzyskane z tej transakcji przeznaczono na instalację sztucznego oświetlenia na stadionie, a reflektory zostały nieoficjalnie nazwane „Oczami Takača” (serb. Takačeve oči).
W sezonie 1968/1969 Vojvodina odpadła w 1/32 finału Pucharu Miast Targowych ze szkockim Rangers F.C. W sezonie 1974/1975 po raz trzeci w swojej historii została wicemistrzem Jugosławii. W sezonie 1975/1976 odpadła w 1/32 Pucharu UEFA z greckim AEK Ateny. Rok później zwyciężyła w Pucharze Mitropa. W sezonie 1985/1986 Vojvodina spadła do drugiej ligi, zajmując ostatnie miejsce w tabeli. W kolejnym roku powróciła do pierwszej ligi, ponadto zostając jej mistrzem drugi raz w jej dziejach. Tytuł zapewniła sobie po zwycięstwie ze Slobodą Tuzla. W 1/16 finału Pucharu Europy odpadła z Budapest Honvéd FC.

### Federalna Republika Jugosławii, Serbia i Czarnogóra, Serbia
Najlepszą lokatą osiąganą w lidze przez Vojvodinę w latach 90. było miejsce trzecie. W sezonie 1992/1993 Vesko Mihajlović z Vojvodiny z 22 golami został królem strzelców ligi. W 1997 roku Vojvodina dotarła do finału Pucharu Jugosławii. Rok później uległa niemieckiemu Werderowi Brema w finale Pucharu Intertoto.
W sezonie 2006/2007 okazała się gorsza od FK Crvena zvezda w finale Pucharu Serbii. Dwa lata później została po raz pierwszy po rozpadzie Jugosławii wicemistrzem ligi. 11 maja 2011 Vojvodina mierzyła się w finale pucharu kraju z FK Partizan. W 83. minucie spotkania, przy wyniku 2:1 dla Partizana, piłkarze Vojvodiny opuścili boisko na znak protestu przeciwko, ich zdaniem, tendencyjnemu sędziowaniu przez Slobodana Veselinovicia. Ostatecznie rezultat został ustalony jako walkower 3:0 dla Partizana, a Veselinović został zawieszony na osiem spotkań za swoje błędy. W sezonie 2012/2013 Vojvodina po raz kolejny dotarła do finału Pucharu Serbii. Rok później przegrała w rundzie play-off Ligi Europy z mołdawskim Sheriffem Tyraspol, eliminując wcześniej maltański Hibernians FC, węgierski Budapest Honvéd FC i turecki Bursaspor. W sezonie 2013/2014 Vojvodina po raz pierwszy zdobyła puchar kraju. W sezonie 2019/2020 Vojvodina zajęła trzecie miejsce w lidze serbskiej i wywalczyła puchar kraju.

### Sukcesy
- Źródło:[1]

Ligowe
- Mistrzostwo Jugosławii (2): 1966, 1989
- Wicemistrzostwo Jugosławii (3): 1957, 1962, 1975
- Wicemistrzostwo Serbii: 2009

Pucharowe
- Zdobywca Pucharu Serbii: 2014, 2020
- Finalista Pucharu Jugosławii (2): 1951, 1997
- Finalista Pucharu FR Jugosławii/Serbii (6): 1997, 2007, 2010, 2011, 2013, 2024
- Zdobywca Pucharu Mitropa: 1977
- Finalista Pucharu Mitropa: 1957

### Europejskie puchary
Najwyższe zwycięstwo w europejskich pucharach Vojvodina odniosła 7 lipca 2016, pokonując 5:0 czarnogórski FK Bokelj. Natomiast najdotkliwsza porażka miała miejsce 13 września 1972, kiedy przegrała 0:6 z czechosłowackim Slovanem Bratysława. Najwięcej meczów w kontynentalnych rozgrywkach w barwach Vojvodiny rozegrał Igor Đurić – 27.

### Trenerzy w historii klubu
- Kosta Hadži (1924–1926)
- Oto Necas (1926–1928)
- Boško Simonović (1929)
- Oto Necas (1929–1930)
- Oto Hamaček (1931–1932)
- Károly Nemes (1933)
- Willy Schürmann (1934–1935)
- Fritz Levitus (1936–1938)
- Milorad Ognjanov (1938)
- Károly Nemes (1939)
- János Noj (1939–1941)
- Milorad Ognjanov (1945–1947)
- Bane Sekulić (1947–1951)
- Ljubiša Broćić (1952)
- Milorad Ognjanov (1952)
- Gustav Lechner (1953–1957)
- Antal Lyka (1957–1959)
- Ratomir Čabrić (1959–1960)
- Radomir Momirski (1960–1961)
- Franja Hirman (1961–1964)
- Branko Stanković (1964–1967)
- Zdravko Rajkov (1967–1968)
- Ratomir Čabrić (1968–1969)
- Dragoljub Milošević (1969–1973)
- Gojko Zec (1973–1974)
- Todor Veselinović (1974–1977)
- Branko Stanković (1977–1978)
- Milorad Pavić (1978)
- Ivica Brzić (1978–1979)
- Marko Valok (1979–1980)
- Dušan Drašković (1980–1983)
- Tomislav Kaloperović (1983)
- Josip Duvančić (1983–1984)
- Jovan Kovrlija (1984–1985)
- Vukašin Višnjevac (1985)
- Tomislav Kaloperović (1985)
- Vladimir Savić (1986)
- Željko Jurčić (1986)
- Tonko Vukušić (1986–1987)
- Ivica Brzić (1987–1988)
- Ljupko Petrović (1988–1990)
- Ivica Brzić (1990–1991)
- Milorad Kosanović (1991–1995)
- Dragoljub Bekvalac (1995–1996)
- Ljupko Petrović (1996–1997)
- Tomislav Manojlović (1997–1999)

- Źródło:[1]

## Stadion
Stadionem, na którym FK Vojvodina rozgrywa domowe mecze, jest nowosadzki Stadion Karađorđe. Został on oddany do użytku w 1924 roku. Jego pojemność to 14 458 miejsc siedzących.